# Tenia (Antigua Grecia)

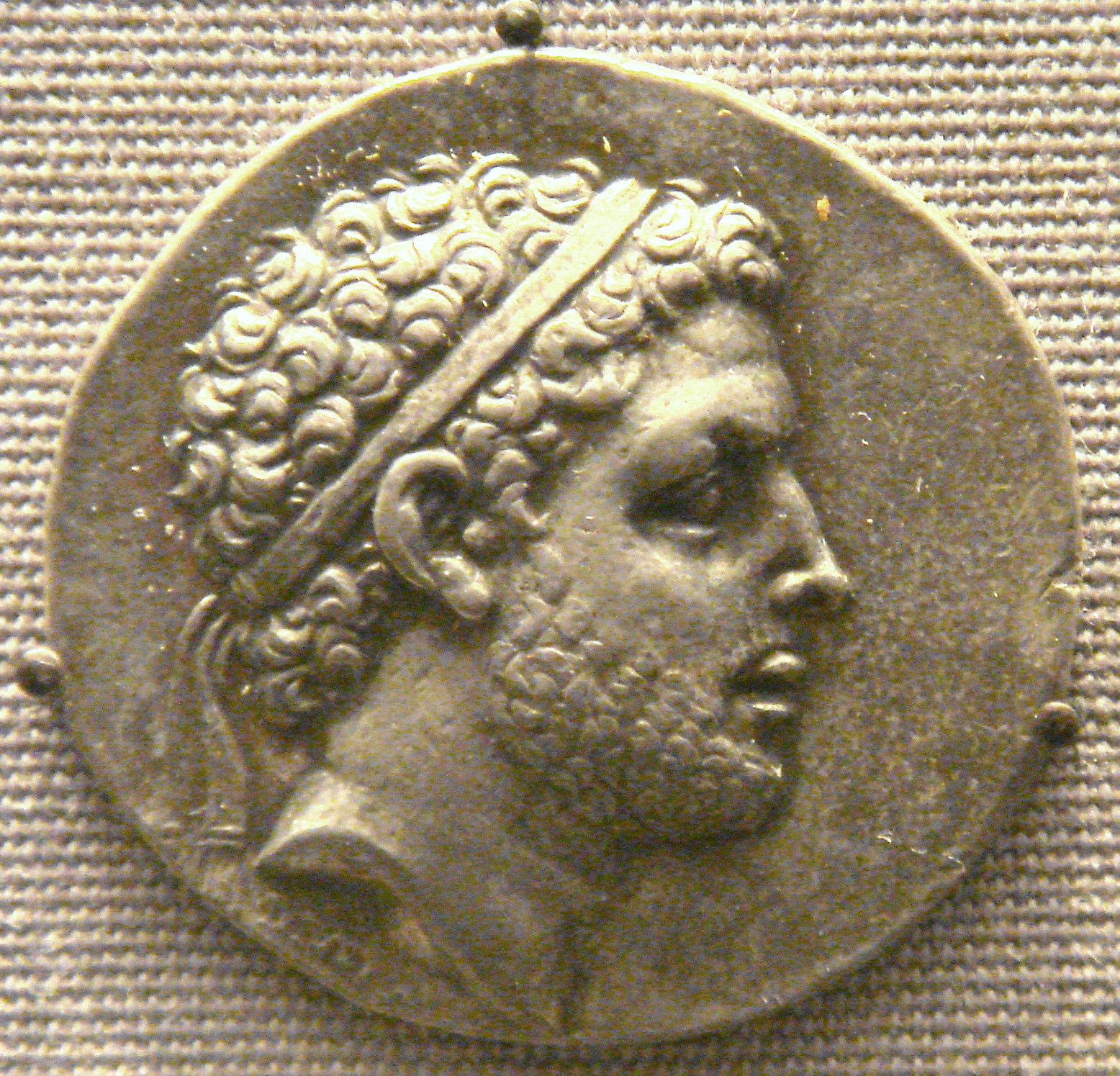
Moneda con la efigie de Perseo de Macedonia llevando una tenia.

En la antigua Grecia, la tenia (en griego antiguo: ταινία, plural: ταινίαι; en latín: taenia, pl: taeniae) consistía en una cinta larga de tela para el cabello.
Las cintas se las ponían los griegos en los festivales. Según Pausanias, los dioses también se ataban los cabellos con tenias. Además, durante las festividades religiosas, eran adornadas con ellas las estatuas de culto, árboles y monumentos, así como en los funerales los difuntos. Un adorno similar, la diadema, era llevada por los soberanos como símbolo de realeza y con la ínfula se ceñía la frente de los animales ofrecidos en los sacrificios.
Estas cintas fueron después adoptadas por los romanos.
Podía adoptar varias formas:
- Formado por dos partes, el vitta, era una cinta doble que se ataba alrededor de la cabeza, sobre la cual se enrollaba una ínfula, una tela de lana que adornaba las frentes de los animales sacrificados. Los extremos se ataban alrededor de la frente.[5]
- Una banda ancha en la que se ponía una recompensa honorífica (corona), una rama de roble, olivo, laurel, etc. atada alrededor de la cabeza.[6]
- Una banda para sujetar el pecho, que las jóvenes llevaban debajo de la ropa, encima de la piel.[7]

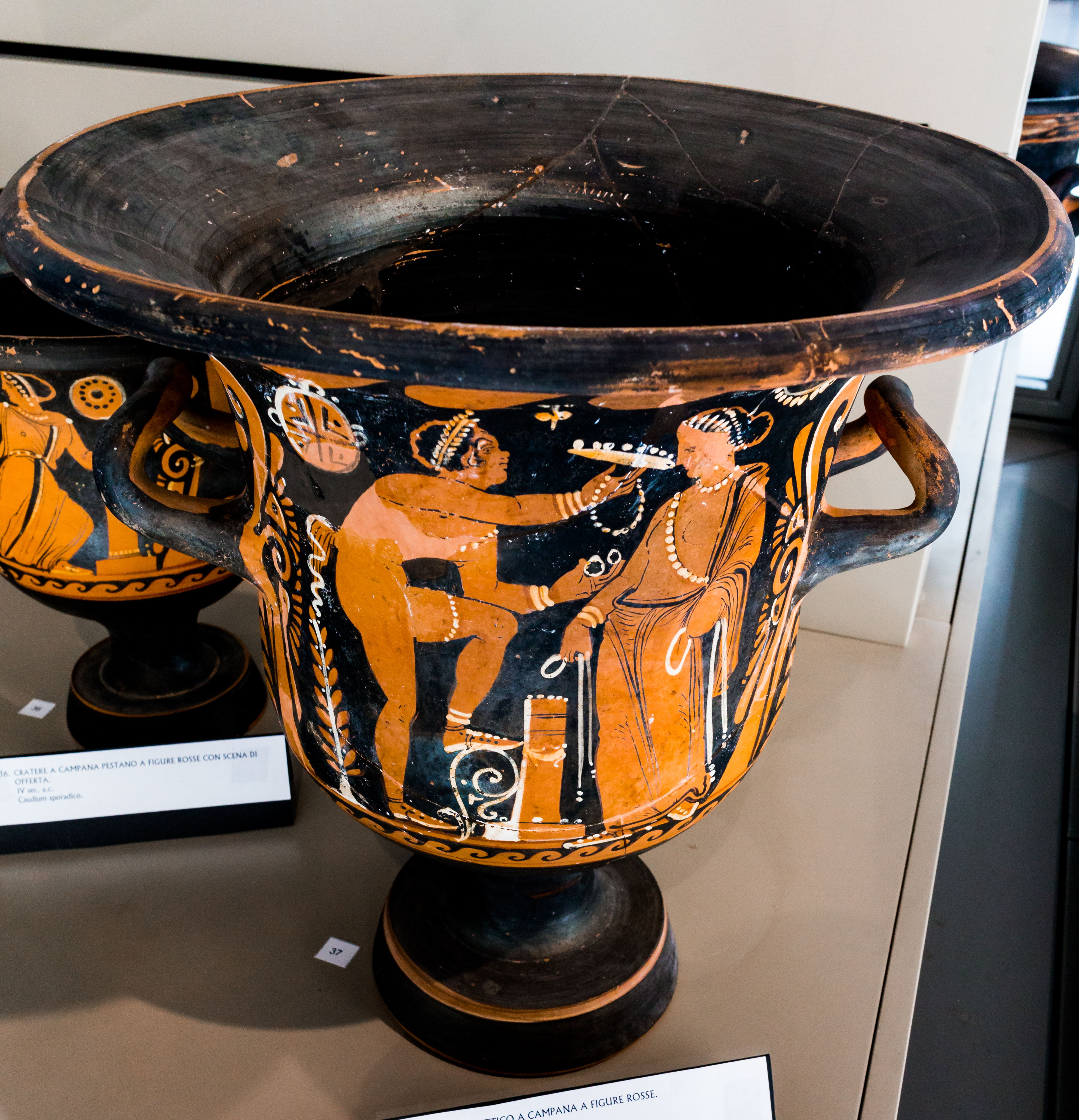
Crátera de campana de figuras rojas de Paestum. Cara A: Sátiro, inclinado hacia adelante, pie izquierdo levantado, sosteniendo una tenia y una corona, mujer medio vestida con 2 tenias entre ellas una estela. C. 320 a. C.